# Lodovico Isolano
Lodovico Isolano, avstrijski general, * 1584, † 1640.